# Forn de calç d'Isòvol
El Forn de calç d'Isòvol és una obra d'Isòvol (Baixa Cerdanya) inclosa a l'Inventari del Patrimoni Arquitectònic de Catalunya.

## Descripció
L'antic forn conserva íntegrament la boca del forn, tot i que està parcialment colgada de terra per la part inferior, i només se'n veu la part superior. De la mateixa manera es conserva la volta de la fogaina feta amb mitja volta a partir de maons.
El Canó o xemeneia és circular, fet de maons. Amb una alçada total superior als 4 metres. El forat de sortida té un diàmetre d'1,5 metres aproximadament, i està a nivell de terra de la feixa. És possible que originalment fos més alta i s'hagi esfondrat la part superior d'aquesta. A la base del canó, el diàmetre és d'aproximadament 3 metres. En aquest lloc hi ha presència considerable de runam, provinent de l'esfondrament parcial de la part superior del canó, i de material propi de les darreres.